# Pasquale Calapso
Pasquale Calapso (Carini, 12 aprile 1872 – Messina, 3 maggio 1934) è stato un matematico italiano, noto in particolare per i suoi risultati sulla deformazione delle quadriche.

## Biografia
Nacque da Catello e da Giulia Vinaigre. Nel 1900 si laureò in matematica all'Università di Palermo sotto la guida di Francesco Gerbaldi e successivamente divenne suo assistente. Dal 1914 tenne la cattedra di analisi matematica all'Università di Messina.
Fu uno dei maggiori esponenti della geometria differenziale in Italia ed i suoi lavori si sono collegati con quelli di Luigi Bianchi, Gaston Darboux, Claude Guichard, Alphonse Demoulin e Luther Eisenhart.
Fin dall'età di 10 anni si dedicò alla musica e fu un buon pianista; ha fondato l'Orchestra filarmonica di Messina e di essa  fu per molti anni direttore.
Suo figlio Renato fu anch'egli matematico e docente.